# Pseudoeurycea
Genre
Synonymes
- Lineatriton Tanner, 1950

Pseudoeurycea  est un genre d'urodèles de la famille des Plethodontidae.

## Répartition
Les 40 espèces de ce genre se rencontrent au Mexique et au Guatemala.

## Liste des espèces
Selon Amphibian Species of the World (16 septembre 2015) :
- Pseudoeurycea ahuitzotl Adler, 1996
- Pseudoeurycea altamontana (Taylor, 1939)
- Pseudoeurycea amuzga Pérez-Ramos & Saldaña de la Riva, 2003
- Pseudoeurycea anitae Bogert, 1967
- Pseudoeurycea aquatica Wake & Campbell, 2001
- Pseudoeurycea aurantia Canseco-Márquez & Parra-Olea, 2003
- Pseudoeurycea brunnata Bumzahem & Smith, 1955
- Pseudoeurycea cochranae (Taylor, 1943)
- Pseudoeurycea conanti Bogert, 1967
- Pseudoeurycea exspectata Stuart, 1954
- Pseudoeurycea firscheini Shannon & Werler, 1955
- Pseudoeurycea gadovii (Dunn, 1926)
- Pseudoeurycea goebeli (Schmidt, 1936)
- Pseudoeurycea juarezi Regal, 1966
- Pseudoeurycea kuautli Campbell, Brodie, Blancas-Hernández & Smith, 2013
- Pseudoeurycea leprosa (Cope, 1869)
- Pseudoeurycea lineola (Cope, 1865)
- Pseudoeurycea longicauda Lynch, Wake & Yang, 1983
- Pseudoeurycea lynchi Parra-Olea, Papenfuss & Wake, 2001
- Pseudoeurycea melanomolga (Taylor, 1941)
- Pseudoeurycea mixcoatl Adler, 1996
- Pseudoeurycea mixteca Canseco-Márquez & Gutiérrez-Mayén, 2005
- Pseudoeurycea mystax Bogert, 1967
- Pseudoeurycea nigromaculata (Taylor, 1941)
- Pseudoeurycea obesa Parra-Olea, García-París, Hanken & Wake, 2005
- Pseudoeurycea orchileucos (Brodie, Mendelson & Campbell, 2002)
- Pseudoeurycea orchimelas (Brodie, Mendelson & Campbell, 2002)
- Pseudoeurycea papenfussi Parra-Olea, García-París, Hanken & Wake, 2005
- Pseudoeurycea rex (Dunn, 1921)
- Pseudoeurycea robertsi (Taylor, 1939)
- Pseudoeurycea rubrimembris (Taylor & Smith, 1945)
- Pseudoeurycea ruficauda Parra-Olea, García-París, Hanken & Wake, 2004
- Pseudoeurycea saltator Lynch & Wake, 1989
- Pseudoeurycea smithi (Taylor, 1939)
- Pseudoeurycea tenchalli Adler, 1996
- Pseudoeurycea teotepec Adler, 1996
- Pseudoeurycea tlahcuiloh Adler, 1996
- Pseudoeurycea tlilicxitl Lara-Góngora, 2003
- Pseudoeurycea unguidentis (Taylor, 1941)
- Pseudoeurycea werleri Darling & Smith, 1954

## Publication originale
- Taylor, 1944 : The genera of plethodont salamanders in Mexico, Pt. I. University of Kansas Science Bulletin, vol. 30, no 12, p. 189-232 (texte intégral).